# Eleição municipal de Tauá em 2024
A eleição municipal da cidade brasileira de Tauá ocorreu no dia 6 de outubro de 2024 (domingo) para eleger um prefeito, um vice-prefeito e 15 vereadores para a administração da cidade tauaense.

## Contexto
A atual prefeita, Patrícia Aguiar (PSD), repetirá a majoritária que conquistou o cargo eletivo em 2020, com a médica Fátima Veloso (PSD) seguindo na posição de vice-prefeita. Sua gestão ficou marcada com a revitalização de edifícios públicos da cidade, incluindo o novo Centro Administrativo, o Parque da Cidade e a Rodoviária, além do retorno do Festival do Berro dos Inhamuns (FestBerro). Devido a isso, sua aprovação atingiu o índice de 83,1% em pesquisa divulgada em 28 de setembro de 2024 pelo Instituto Paraná Pesquisas.
Liderado pelo ex-deputado estadual e ex-vereador do município Audic Mota, e contrapondo-se a gestão atual, ele lançou o candidato Dr. Edyr (MDB) a Prefeito de Tauá, que foi vereador da cidade na legislatura de 2017–2020 e candidato a prefeito em 2020, no qual terminou em terceiro lugar. Sua chapa é composta pelo vereador Argintino Tomaz (MDB), que pertencia ao parlamento municipal desde 2017.
Opondo-se aos dois grupos políticos do município, o PL apresentou a candidatura do ex-secretário de Esportes Murillo Carvalho e filho do ex-vereador Manoel Parmênio, e atual presidente da sigla municipal, e do agricultor Jr. Sousa, como vice-prefeito. Os postulantes ao pleito defendem a ideia de terceira via, em uma chapa “pura” sem a presença de partidos coligados.

## Calendário eleitoral
| Início        | Fim           | Atividades | Status    |
| ------------- | ------------- | --- | --------- |
| 7 de março    | 5 de abril    | Janela partidária para vereadores trocarem de partido visando concorrer às eleições sem perder o mandato. | Realizado |
| 6 de abril    | 6 de abril    | Data-limite para todas as legendas e federações partidárias obterem o registro dos estatutos no TSE e para todos os candidatos terem domicílio eleitoral na circunscrição em que desejam disputar as eleições com a filiação deferida pelo partido. | Realizado |
| 15 de maio    | 15 de maio    | Início da campanha de arrecadação prévia de recursos na modalidade de financiamento coletivo para pré-candidatos, sem realização de pedidos de voto e obedecendo a regras relativas à propaganda eleitoral na Internet.                             | Realizado |
| 20 de julho   | 5 de agosto   | Realização de convenções partidárias para deliberar sobre coligações e escolher candidatos às prefeituras e aos cargos de vereador. Os partidos têm até 15 de agosto para registrar os nomes na Justiça Eleitoral.                                  | Realizado |
| 16 de agosto  | 16 de agosto  | Início das campanhas eleitorais de forma igualitária, podendo qualquer publicidade ou manifestação com pedido explícito de voto antes da data ser considerada irregular e multada.                                                                  | Realizado |
| 30 de agosto  | 3 de outubro  | Veiculação da propaganda eleitoral gratuita no rádio e na televisão. | Realizado |
| 6 de outubro  | 6 de outubro  | Realização do primeiro turno das eleições municipais. | Realizado |
| 11 de outubro | 25 de outubro | Veiculação da propaganda eleitoral gratuita no rádio e na televisão para o segundo turno. | Realizado |
| 27 de outubro | 27 de outubro | Realização de um eventual segundo turno nas cidades com mais de 200 mil eleitores em que o candidato a prefeito mais votado não tenha atingido a metade mais um dos votos válidos.                                                                  | Realizado |

## Candidatos ao executivo
| Nº | Prefeito(a)  | Prefeito(a)          | Prefeito(a)       | Prefeito(a) | Vice-prefeito(a) | Vice-prefeito(a) | Vice-prefeito(a) | Vice-prefeito(a)  | Vice-prefeito(a)                                                                   | Coligação Partido(s)                                                                               | Ref.   |
| Nº | Candidato(a) | Candidato(a)         | Partido Federação | Ocupação | Candidato(a)     | Candidato(a)     | Candidato(a)     | Partido Federação | Ocupação                                                                           | Coligação Partido(s)                                                                               | Ref.   |
| -- | ------------ | -------------------- | ----------------- | --- | ---------------- | ---------------- | ---------------- | ----------------- | ---------------------------------------------------------------------------------- | -------------------------------------------------------------------------------------------------- | ------ |
| 15 |              | Dr. Edyr             | MDB               | - Vereador de Tauá (2017–2020); - Médico |                  |                  | Argintino Tomaz  | MDB               | - Vereador de Tauá (2017–2024)                                                     | Tauá de Todos MDB, PP e PRD                                                                        | [ 12 ] |
| 22 |              | Dr. Murillo Carvalho | PL                | - Secretário de Esportes de Tauá (2017–2018); - Empresário |                  |                  | Jr. Sousa        | PL                | - Agricultor                                                                       | Sem coligação                                                                                      | [ 13 ] |
| 55 |              | Patrícia Aguiar      | PSD               | - Prefeita de Tauá (2001–2008; 2013–2016; 2021–presente); - Deputada estadual (2019–2020); - Secretária de Turismo de Fortaleza (2009–2012); - Secretaria de Assistência Social de Tauá (1996–2000); - Vereadora de Tauá (1993–1996); - Advogada |                  |                  | Fátima Veloso    | PSD               | - Vice-prefeita de Tauá (2021–presente); - Vereadora de Tauá (2013–2020); - Médica | Mais por Tauá, Mais por Você PSD, Republicanos, PSB, PDT, Agir, UNIÃO e FE BRASIL (PT, PCdoB e PV) | [ 14 ] |

## Candidatos à vereança
A regra eleitoral permite que um partido ou federação indique uma chapa que contenha, no máximo, 100% das vagas em disputa mais 1. No caso de Tauá, o número máximo de candidaturas é de 16.
A tabela a seguir apresenta o número de candidaturas em cada partido e federação, estando agrupados a partir de coligações na disputa do poder executivo. Ressalte-se que, desde a promulgação da Emenda Constitucional nº 97/2017, a coligação em eleições proporcionais não existe mais no Brasil, sendo demonstrada a coligação majoritária apenas a título de visualização agrupada.
| Coligação ao executivo                             | Partido ou federação | Partido ou federação | Candidatos | Candidatos | Candidatos | Candidatos |
| -------------------------------------------------- | -------------------- | -------------------- | ---------- | ---------- | ---------- | ---------- |
| Mais por Tauá, Mais por Você (38 candidatos)       |                      | PSD                  | 16         | 16         | 16         | 16         |
| Mais por Tauá, Mais por Você (38 candidatos)       |                      | PSB                  | 12         | 12         | 12         | 12         |
| Mais por Tauá, Mais por Você (38 candidatos)       |                      | FE Brasil            | 10         |            | PT         | 8          |
| Mais por Tauá, Mais por Você (38 candidatos)       |                      | FE Brasil            | 10         | PV         | 2          |            |
| Tauá de Todos (14 candidatos)                      |                      | MDB                  | 14         | 14         | 14         | 14         |
| Partidos e federações não coligadas (3 candidatos) |                      | PL                   | 3          | 3          | 3          | 3          |
| Total                                              | Total                | Total                | 55         | 55         | 55         | 55         |

## Pesquisas de opinião
A primeira e única pesquisa eleitoral no município de Tauá na eleição de 2024 foi divulgada em 28 de setembro, sendo feita pelo Instituto Paraná Pesquisas, e encomendada pelo portal CN7 e a rede de rádios Plus FM. No levantamento apontava a reeleição da prefeita Patrícia Aguiar (PSD) com 66,4% das intenções de voto, seguido por Dr. Edyr (MDB), com 20% e Dr. Murilo Carvalho (PL), com 3,3%. Os números são da pesquisa estimulada.
| Período | Instituto | Entrevistados | Patrícia | Edyr             | Murillo | B/N | NS/NR | Vantagem | Ref. |       |     |      |      |      |       |        |
| ------- | --------- | ------------- | -------- | ---------------- | ------- | --- | ----- | -------- | ---- | ----- | --- | ---- | ---- | ---- | ----- | ------ |
| Período | Instituto | Entrevistados | 24–27/09 | Paraná Pesquisas | 580     | B/N | NS/NR | Vantagem | Ref. | 66,4% | 20% | 3,3% | 6,2% | 4,1% | 46,4% | [ 18 ] |

## Resultados

### Prefeito
| Candidato(a)                                             | Candidato(a)                                             | Vice                                                     | 1º turno 6 de outubro de 2024 | 1º turno 6 de outubro de 2024 |
| Candidato(a)                                             | Candidato(a)                                             | Vice                                                     | Votação                       | Votação                       |
| Candidato(a)                                             | Candidato(a)                                             | Vice                                                     | Total                         | Percentagem                   |
| -------------------------------------------------------- | -------------------------------------------------------- | -------------------------------------------------------- | ----------------------------- | ----------------------------- |
|                                                          | Patrícia Aguiar (PSD)                                    | Fátima Veloso (PSD)                                      | 26.291                        | 70,03%                        |
|                                                          | Dr. Edyr (MDB)                                           | Argintino Tomaz (MDB)                                    | 10.457                        | 27,85%                        |
|                                                          | Dr. Murillo Carvalho (PL)                                | Jr. Sousa (PL)                                           | 794                           | 2,11%                         |
| → Total de votos válidos                                 | → Total de votos válidos                                 | → Total de votos válidos                                 | 37.542                        | 95,80%                        |
| → Votos em branco                                        | → Votos em branco                                        | → Votos em branco                                        | 508                           | 1,30%                         |
| → Votos nulos                                            | → Votos nulos                                            | → Votos nulos                                            | 1.139                         | 2,90%                         |
| Total                                                    | Total                                                    | Total                                                    | 39.189                        | 83,12%                        |
| Abstenções                                               | Abstenções                                               | Abstenções                                               | 7.957                         | 16,88%                        |
| Total de inscritos                                       | Total de inscritos                                       | Total de inscritos                                       | 47.146                        | 100%                          |
| Relação da população municipal ao total de votos válidos | Relação da população municipal ao total de votos válidos | Relação da população municipal ao total de votos válidos | 61.227                        | ~61,32%                       |
| Relação da população municipal ao total de inscritos     | Relação da população municipal ao total de inscritos     | Relação da população municipal ao total de inscritos     | 61.227                        | ~77%                          |

| Partido | Partido | Candidato            | Votos  | Votos (%) |
| ------- | ------- | -------------------- | ------ | --------- |
|         | PSD     | Patrícia Aguiar      | 26 291 | 70,03%    |
|         | MDB     | Dr. Edyr             | 10 457 | 27,85%    |
|         | PL      | Dr. Murillo Carvalho | 794    | 2,11%     |
| Totais  | Totais  | Totais               | 37 542 |           |

### Composição da Câmara Municipal
|                    | PSD                | PSD                | PSD                | 20.912 | 55,52% | 9  | 60%     | Estável |  |  |
|                    | PSB                | PSB                | PSB                | 6.965  | 18,49% | 3  | 20%     | 2       |  |  |
|                    | MDB                | MDB                | MDB                | 6.711  | 17,82% | 2  | 13,33%  | 2       |  |  |
|                    | FE Brasil          |                    | PT                 | 2.889  | 7,67%  | 1  | 6,67%   | 1       |  |  |
|                    | FE Brasil          | PV                 | 2                  | 0,01%  | 0      | 0% | Estável |         |  |  |
| Total              | Total              | 2.891              | 7,68%              | 1      | 6,67%  | 1  |         |         |  |  |
|                    | PL                 | PL                 | PL                 | 188    | 0,5%   | 0  | 0%      | Estável |  |  |
| → Votos Validos    | → Votos Validos    | → Votos Validos    | → Votos Validos    | 37.668 | 96,12% | 15 | 100%    |         |  |  |
| → Votos em branco  | → Votos em branco  | → Votos em branco  | → Votos em branco  | 401    | 1,02%  |    |         |         |  |  |
| → Votos nulos      | → Votos nulos      | → Votos nulos      | → Votos nulos      | 1.120  | 2,86%  |    |         |         |  |  |
| Total              | Total              | Total              | Total              | 39.189 | 83,12% |    |         |         |  |  |
| Abstenção          | Abstenção          | Abstenção          | Abstenção          | 7.957  | 16,88% |    |         |         |  |  |
| Total de inscritos | Total de inscritos | Total de inscritos | Total de inscritos | 47.146 | 100%   |    |         |         |  |  |

### Vereadores
Reeleito
| Candidato(a) | Candidato(a)       | Partido Federação | Votação     | Votação |
| Candidato(a) | Candidato(a)       | Partido Federação | Porcentagem | Total   |
| ------------ | ------------------ | ----------------- | ----------- | ------- |
|              | Valdemar Júnior    | PSD               | 6,20%       | 2.335   |
|              | Marco Aurélio      | PSD               | 6,06%       | 2.283   |
|              | Wellinghton        | PSD               | 5,86%       | 2.209   |
|              | Dr. Helder Castelo | PSD               | 5,77%       | 2.174   |
|              | Fúlvio Gonçalves   | MDB               | 5,30%       | 1.996   |
|              | Dr. Helio Castelo  | PSB               | 5,11%       | 1.926   |
|              | Luis Tomaz         | PSD               | 4,86%       | 1.832   |
|              | Felipe Viana       | PSD               | 4,48%       | 1.687   |
|              | Polyana Lima       | PSD               | 4,44%       | 1.671   |
|              | Luiz André         | MDB               | 4,33%       | 1.630   |
|              | Érico Lima         | PSD               | 4,08%       | 1.535   |
|              | Chico Neto         | PSD               | 3,43%       | 1.293   |
|              | Ronaldinho         | PSB               | 3,26%       | 1.229   |
|              | Luis Alves         | PSB               | 2,56%       | 964     |
|              | Marcos Caracas     | PT FE Brasil      | 2,03%       | 763     |